# Singa albobivittata
Singa albobivittata är en spindelart som beskrevs av Lodovico di Caporiacco 1947. Singa albobivittata ingår i släktet Singa och familjen hjulspindlar.
Artens utbredningsområde är Tanzania. Inga underarter finns listade i Catalogue of Life.